# Chigy
Chigy est une ancienne commune française, située dans le département de l'Yonne en région Bourgogne-Franche-Comté, devenue, le 1er janvier 2016, une commune déléguée de la commune nouvelle des Vallées-de-la-Vanne.

## Géographie

### Hydrographie
La Vanne et le ruisseau des Sièges sont les principaux cours d'eau traversant la commune.

### Hameaux
La paroisse de Chigy englobe quelques maisons du hameau des Clérimois (une en 1567 puis cinq en 1687), ce hameau étant principalement dans la dépendance de la paroisse de Foissy. 

## Toponymie
- étymologie ⇒ Du latin Chigiacum (1276)
- des habitats sont cités sur les lieux-dits Marmande, La Folie, La Grenouillère et Champblanc en 1567 ; puis La Grenouillère et Champblanc en 1687.

## Histoire
- La voie romaine de Sens à Troyes, qui relie la vallée de la Loire à Trèves (capitale administrative de la Gaule) passe sur le finage, sur la rive droite de la Vanne.
- Des fouilles ont mis en évidence un moulin à eau du haut Moyen Âge (lieu-dit Le Canard)[1].
- Les premières attestations du Chigy datent du milieu du XIIe siècle. Eudes doyen du Chapitre de la cathédrale de Sens et archidiacre de Troyes, par ailleurs neveu de l'évêque de Troyes Haton (+1145), débute une longue série de donations en ce lieu, au profit du Chapitre de la cathédrale de Sens. Le village finira ainsi par devenir une seigneurie de ce Chapitre, en faisant disparaître le souvenir de chevaliers locaux possesseurs de différents lots (principalement les familles de Mauny et de Courgenay)[2].
- En 1537, le village est fortifié, à la suite des désordres graves provoqués par le désastre de Pavie. En 1567, l'enceinte protège 79 maisons. Après les guerres civiles dites de Religion et la Fronde, la même enceinte ne protège plus que 40 maisons en 1687. Le village a alors perdu la majorité de ses marchands et artisans.
- Pillages et massacres fin du XVIe siècle sous l'assaut des armées du maréchal de Biron lors de violentes guerres de Religion qui enflamment le pays.
- Au XVIIIe siècle, le village est sous la coupe du patriciat de Sens, et des marchands des villages environnants (surtout Rigny-le-Ferron)[3].
- De 1873 à 1938, la gare de Chigy-Sièges accueille les voyageurs de la ligne de Coolus à Sens[4]. Le bâtiment, construit en partie en pans de bois[5], existe toujours.
- En 1888, la commune des Clérimois est créée par démembrement de Chigy et de Foissy-sur-Vanne[6].
- 1894, déluge et inondation à Chigy
- Le 19 mars 1945, une forteresse volante El Lobo II du 457th BG, gravement endommagée après un bombardement sur Fullda-Plauen, se pose au lieudit Champmot à Chigy[7].

## Politique et administration
| Période   | Période   | Identité        | Étiquette | Qualité                                                                        |
| --------- | --------- | --------------- | --------- | ------------------------------------------------------------------------------ |
| env.1946  | 1989      | Gabriel Laurent | DVG       | Conseiller Général du Canton de Villeneuve-l'Archevêque (1945-1951, 1958-1970) |
| juin 1989 | mars 2001 | Michel Vincent  | DVD       |                                                                                |
| mars 2001 | mars 2008 | Jean Stenuit    |           |                                                                                |
| mars 2008 | En cours  | Luc Maudet      |           | Président de la Communauté de communes                                         |

## Démographie
L'évolution du nombre d'habitants est connue à travers les recensements de la population effectués dans la commune depuis 1793. À partir du 1er janvier 2009, les populations légales des communes sont publiées annuellement dans le cadre d'un recensement qui repose désormais sur une collecte d'information annuelle, concernant successivement tous les territoires communaux au cours d'une période de cinq ans. 
Pour les communes de moins de 10 000 habitants, une enquête de recensement portant sur toute la population est réalisée tous les cinq ans, les populations légales des années intermédiaires étant quant à elles estimées par interpolation ou extrapolation. Pour la commune, le premier recensement exhaustif entrant dans le cadre du nouveau dispositif a été réalisé en 2007,.
En 2013, la commune comptait 315 habitants, en évolution de +17,54 % par rapport à 2008 (Yonne : −0,46 %, France hors Mayotte : +2,49 %).
| 1793 | 1800 | 1806 | 1821 | 1831 | 1836 | 1841 | 1846 | 1851 |
| ---- | ---- | ---- | ---- | ---- | ---- | ---- | ---- | ---- |
| 352  | 334  | 353  | 389  | 470  | 440  | 473  | 518  | 563  |

| 1856 | 1861 | 1866 | 1872 | 1876 | 1881 | 1886 | 1891 | 1896 |
| ---- | ---- | ---- | ---- | ---- | ---- | ---- | ---- | ---- |
| 558  | 540  | 554  | 542  | 512  | 501  | 494  | 363  | 352  |

| 1901 | 1906 | 1911 | 1921 | 1926 | 1931 | 1936 | 1946 | 1954 |
| ---- | ---- | ---- | ---- | ---- | ---- | ---- | ---- | ---- |
| 341  | 318  | 283  | 271  | 275  | 249  | 265  | 260  | 230  |

| 1962 | 1968 | 1975 | 1982 | 1990 | 1999 | 2007 | 2011 | 2013 |
| ---- | ---- | ---- | ---- | ---- | ---- | ---- | ---- | ---- |
| 211  | 234  | 227  | 210  | 195  | 201  | 263  | 300  | 315  |

## Lieux et monuments
- Église Saint-Loup de style gothique XIXe siècle, construite par Lefort, architecte à Sens.
- Lavoir et abreuvoir à moutons : à la fin du XIXe siècle, la ville de Paris transforme le moulin sur la Vanne en station élévatoire pour les eaux de sources locales. Elle crée un pont de silex, un abreuvoir, un lavoir à linge et un lavoir à moutons. Ce dernier, maintenant restauré, constitue une curiosité exceptionnelle pour la région.
- Usine des eaux de Paris : il existe une usine de relèvement dont les pompes sont mues hydrauliquement grâce à une roue à aubes, à l'instar des anciens moulins.

## Pour approfondir